# Philipp Kilian
Pour les articles homonymes, voir Kilian.
Philipp Kilian, né le 8 juillet 1628 à Augsbourg et mort le 14 octobre 1693 dans la même ville, est un graveur allemand.

## Biographie
Philipp Kilian naît le 8 juillet 1628 à Augsbourg. Il est le fils de Wolfgang. Après avoir appris l'art de graver sous la direction de son père, il se rend en Italie, en compagnie de son frère Jean, habile orfèvre, et revient ensuite s'établir dans sa ville natale.
Philipp Kilian meurt le 14 octobre 1693 dans sa ville natale.

## Œuvres
Parmi ses gravures, qui sont très-estimées, nous citerons : Portrait de Charles, roi de Suède ; Portrait de de Marguerite, impératrice d'Allemagne ; Portrait de Léopold Ier, empereur d'Allemagne ; Portrait de Ferdinand-Maximilien ; Portrait de Louis VI de Hesse ; Portrait de Eberhard de Wurtemberg ; Portrait de  Catherine de Wurtemberg ; Portrait de Sophie-Marguerite de Brandebourg ; Portrait du peintre Roos ; Portrait de Joachim Sandrart ; Portrait d'Adam Kraft ; Portrait d'Hubert van Eyck ; Portrait de Martin Schongauer ; Portrait de Pierre Vischer ; Portrait de Bartolomé ; Portrait de Jean Kilian.